# 6364 Casarini
6364 Casarini è un asteroide della fascia principale. Scoperto nel 1981, presenta un'orbita caratterizzata da un semiasse maggiore pari a 2,7485543 UA e da un'eccentricità di 0,2505132, inclinata di 9,68422° rispetto all'eclittica.
È stato scoperto il 5 marzo 1981 da Henri Debehogne e Giovanni De Sanctis all'European Southern Observatory. È intitolato a Jeannine Casarini, un'insegnante francese che partecipò alla spedizione scientifica Tunguska99 nella Siberia centrale, contribuendo notevolmente alla realizzazione e al successo dell'impresa. Il nome è stato suggerito da Mario Di Martino.